# Scarabaeus sacer
Scarabaeus sacer  er en bille der tilhører familien Scarabaeidae.
| bille | Spire Denne artikel om insekter er en spire som bør udbygges. Du er velkommen til at hjælpe Wikipedia ved at udvide den. |